# Cantó de Beauchamp
El cantó de Beauchamp és un antic cantó francès del departament de Val-d'Oise, que estava situat al districte de Pontoise. Comptava amb 3 municipis i el cap era Beauchamp.
Va desaparèixer al 2015 i el seu territori es va dividir entre el cantó de Taverny i el cantó de Domont.

## Municipis
- Beauchamp
- Le Plessis-Bouchard
- Pierrelaye

## Història
| Data d'elecció                           | Identitat            | Partit        | Qualitat |
| ---------------------------------------- | -------------------- | ------------- | -------- |
| 1976-1992                                | Yves Carric          | Divers droite |          |
| 1992-2011                                | Raymond Lavaud       | Divers droite |          |
| 2011-                                    | Gérard Lambert-Motte | UMP           |          |
| les dades anteriors no són pas conegudes |                      |               |          |
|                                          |                      |               |          |

## Demografia
| A partir de 1990: Població sense dobles comptes |